# Castillon-Massas
Castillon-Massas település Franciaországban, Gers megyében. Lakosainak száma 225 fő (2022. január 1.). Castillon-Massas Auch, Castin, Lavardens, Peyrusse-Massas, Roquelaure és Saint-Lary községekkel határos.

## Népesség
A település népességének változása:
| Lakosok száma | 130  | 169  | 171  | 235  | 252  | 249  | 246  | 247  | 240  | 225  |
|               | 1968 | 1982 | 1990 | 2006 | 2013 | 2015 | 2017 | 2019 | 2020 | 2022 |